# Râul Snagov
Râul Snagov este un curs de apă, afluent al râului Ialomița. 